# Mittainville
Mittainville /mitɛ̃ˈvil/ è un comune francese di 639 abitanti situato nel dipartimento degli Yvelines nella regione dell'Île-de-France.

## Società

### Evoluzione demografica
Abitanti censiti